# Josh Smith (artiste)
Pour les articles homonymes, voir Josh Smith.
Joshua "Josh" Smith, né en 1976 à Knoxville dans le Tennessee, est un artiste américain qui vit à New York.

## Biographie
Smith est né dans le Tennessee. Il a étudié à l'université Miami de 1994 à 1996 et l'université du Tennessee de 1996 à 1998.

## Travail
Son principal travail se compose de peintures mettant en scène son propre nom. Smith utilise son nom comme une base pour la construction de l'imagerie abstraite. Produisant une quantité impressionnante de toiles, il multiplie cet indice de soi jusqu'à son épuisement. Il fait aussi des livres et des collages
À travers l'accumulation, la photocopie bâclée et la peinture, son travail suggère que ni l'original ni la copie ne peuvent exister(Source : Palais de Tokyo)

### Livres d'artiste
- Can your monkey do the dog, Josh Smith & Christopher Wool, Bruxelles, mfc-michèle didier, 2007.

## Œuvre
- Sans titre, (2006), "affiches" d'exposition[1]
- The City Neves Sleeps, (2006)[1]
- Des toiles violacées et noirâtres (2008)[1]

## Expositions

### Expositions solo
- 2003, Volume, New York[1]
- 2003 et 2006, Catherine Bastide, Bruxelles[1]
- 2006 et 2008, Air de Paris, Paris[1]
- 2007, Jonathan Viner Gallery, Londres[5]
- 2009, Luhring Augustine, New York[6]
- 2010, Deitch Studios, New York[7]

### Expositions collectives
- 1998, Team, New York[1]
- 2007, The Third Mind, Palais de Tokyo, Paris[1]
- 2010, Josh Smith, Sophie Van Hellermann au Museum Dhondt-Dhaenens, Deurle[8]
- 2010, Barbaric Freedom at Simon Lee, Londres[9]
- 2012, Surface to Surface, Jonathan Viner Gallery, Londres[10]